# Ethnikos Telikos 2025
Unter dem Namen Ethnikos Telikos 2025 (griechisch Εθνικός Τελικός 2025 ‚Nationales Finale 2025‘) fand am 30. Januar 2025 der griechische Vorentscheid Eurovision Song Contest 2025 statt. Es gewann Klavdia mit dem Lied Asteromata.

## Format

### Konzept
Am 10. September 2024 bestätigte Elliniki Radiofonia Tileorasi (ERT) seine Teilnahme am Eurovision Song Contest 2025. Knapp eine Woche später gab man bekannt, dass man einen nationalen Vorentscheid veranstalten werde. Es wäre das erste Mal seit 2002, dass ERT einen Vorentscheid ohne Zusammenarbeit mit bestimmten Künstlern oder Plattenlabels veranstalten würde.
Im Finale wird der Sieger zu 50 % aus einem Televoting sowie zu 50 % aus einem Juryvoting bestimmt, wobei es je eine griechische und eine internationale Jury gab. Im Falle eines Gleichstands entscheidet das Ergebnis des Televotings.
Ursprünglich sollte der Vorentscheid am 29. Januar stattfinden, jedoch verschob ERT ihn aus unbekannten Gründen um einen Tag.

### Beitragswahl
Zwischen dem 18. Oktober und 10. November 2024 konnten Beiträge bei ERT eingereicht werden. Folgende Voraussetzungen wurden, neben den Regeln des Eurovision Song Contests, an die Beiträge gestellt:
- Die Beiträge müssen in Griechisch oder Englisch verfasst sein.
- Sobald die Beiträge eingereicht wurden, dürfen keine Änderungen mehr an den Beiträgen vorgenommen werden.
- Interpreten müssen entweder griechische Staatsbürger sein, mindestens ein griechisches Elternteil haben oder ihren Hauptwohnsitz in Griechenland haben. Komponisten und Texter unterliegen keinen derartigen Beschränkungen.
- Komponisten und Texter können bis zu zwei Beiträge einreichen, wobei sie nur mit einem am Finale teilnehmen können.

Aus den insgesamt 187 Einreichungen wählte eine fünfköpfige Jury 12 Teilnehmer für den Vorentscheid aus, wobei der Jury zu diesem Zeitpunkt weder die Namen des Beitrags, Interpreten oder Komponisten bzw. Texters bekannt waren. Zudem wurden drei Reservebeiträge ausgewählt.

### Jurys
Die Jurys bestanden aus folgenden Mitgliedern:
| Griechische Jury           | Griechische Jury                                        | Internationale Jury       | Internationale Jury                             |
| Name                       | Anmerkung                                               | Name                      | Anmerkung                                       |
| -------------------------- | ------------------------------------------------------- | ------------------------- | ----------------------------------------------- |
| Michalis Hatzigiannis      | Teilnehmer für Zypern beim Eurovision Song Contest 1998 | Oliver Auclair            | Leiter der Unterhaltungsabteilung bei RTBF      |
| Jenny Melita               | TV-Moderatorin                                          | Léa Ivanne                | Gesangslehrerin                                 |
| Fotis Sergoulopoulos       | Journalist                                              | Simona Martorelli         | Ehemalige Leiterin der italienischen Delegation |
| Margarita Mytilinaiou      | Produzentin                                             | Martin Holmen             | Radiomoderator                                  |
| Giannis Christodoulopoulos | Fußballspieler                                          | Wilkin William Edmund Roy | Journalist                                      |

## Teilnehmer
Die Teilnehmer wurden am 10. Januar 2025 im Rahmen der Sendung Proían Se Eídon vorgestellt. Constantinos Christoforou nahm für Zypern bereits 1996 und 2005 als Solist, sowie 2002 als Teil der Boyband One am Eurovision Song Contest teil. Ursprünglich sollten Salina Gavala & Tsiak mit dem Beitrag Tha matho na agapo am Vorentscheid teilnehmen, jedoch wurden sie aufgrund eines Verstoßes gegen die Regularien disqualifiziert. Für sie rückte Nafsika Gavrilaki nach.

### Reservebeiträge
| Interpret              | Lied Musik (M) und Text (T)                                                                    | Sprache    | Übersetzung (inoffiziell)   |
| ---------------------- | ---------------------------------------------------------------------------------------------- | ---------- | --------------------------- |
| Panagiotis Tsakalakos  | Money (Priceless Love) M/T: Christos Ioannidis, Panagiotis Tsakalakos                          | Englisch   | Geld (Preislose Liebe)      |
| Stavros Salabasopoulos | Superhero M/T: Christina Koilani, Stavros Salabasopoulos                                       | Englisch   | Superheld                   |
| Salina Gavala & Tsiak  | Tha matho na agapo (Θα μάθω να αγαπώ) M: Babis Stokas; T: Babis Stokas, Panagiotis Tsiakalakis | Griechisch | Ich werde lernen zu lieben. |

 Disqualifiziert

## Finale
Das Finale fand am 30. Januar statt und wurde von ERT1, ERT World im Fernsehen, sowie von Delftero Programmo und ER5 im Radio übertragen. Zudem gab es einen YouTube-Livestream auf dem offiziellen Kanal des Eurovision Song Contests.
| Platz | Startnr. | Interpret                                                                                      | Lied Musik (M) und Text (T) | Sprache              | Übersetzung (inoffiziell)   | Jury | Televoting | Punkte |
| ----- | -------- | ---------------------------------------------------------------------------------------------- | --- | -------------------- | --------------------------- | ---- | ---------- | ------ |
| 1.    | 5        | Klavdia                                                                                        | Asteromata (Αστερομάτα) M/T: Arcade | Griechisch           | Sternenklare Augen          | 20   | 24         | 44     |
| 2.    | 9        | Evangelia                                                                                      | Vale (Βάλε) M: Jay Stolar, Jordan Palmer, Stelios Vamvakas, Solmeister, Gino The Ghost, Evangelia T: Jay Stolar, Evangelia, Gino The Ghost, Solmeister | Griechisch, Englisch | Legen                       | 22   | 20         | 42     |
| 3.    | 8        | Barbz                                                                                          | Sirens M/T: Barbara Argyrou, Emil Vogel | Englisch             | Sirenen                     | 16   | 14         | 30     |
| 4.    | 10       | Dinamiss                                                                                       | Odyssey M/T: Eleni Dina, Maria Dina | Englisch, Griechisch | –                           | 8    | 16         | 24     |
| 5.    | 12       | Xannova Xan                                                                                    | Play it! M: Peter Bostrom, Dimitrios Tassos; T: Maria Broberg, Breja Blomberg, Kalli Georgellis                                                        | Englisch             | Spiel es                    | 8    | 12         | 20     |
| 6.    | 3        | Kostas Ageris Κώστας Αγέρης                                                                    | Gi mou (Γη Μου) M: Konstantinos Katikaridis, Apostolis Mallias; T:                                                                                     | Griechisch           | Meine Welt                  | 8    | 10         | 18     |
| 7.    | 1        | Rikki                                                                                          | Elevator (Up and Down) M: Konstantinos Katikaridis, Apostolis Mallias, Anton Aerts T: Konstantinos Katikaridis, James Sayer, Anton Aerts               | Englisch             | Fahrstuhl (Hoch und runter) | 12   | 2          | 14     |
| 8.    | 6        | Constantinos Christoforou & Kostas Karafotis Κωνσταντίνος Χριστοφόρου & Κωνσταντίνος Καραφώτης | Paradisos (Παράδεισος) M: Konstantinos Christoforou; T: Rodoula Papalamprianou                                                                         | Griechisch           | Paradies                    | 5    | 8          | 13     |
| 9.    | 2        | Thanos Lambrou                                                                                 | Free Love M: Thanos Lambrou; T: Thanos Lambrou, Andreas Georgiou, Andreas Vasiliou                                                                     | Englisch             | Freie Liebe                 | 8    | 4          | 12     |
| 10.   | 7        | Georgina Kalaitzoglou & Yannis Vlaseros                                                        | High Road M: Georgina Kalaitzoglou, Yannis Vlaseros; T: Georgina Kalaitzoglou                                                                          | Englisch             | Landstraße                  | 2    | 6          | 8      |
| 10.   | 4        | Andy Nicolas                                                                                   | Lost My Way M: Andy Nicolas, Tim Aeby; T: Andy Nicolas                                                                                                 | Englisch             | Meinen Weg verloren         | 8    | 0          | 8      |
| 12.   | 11       | Nafsika Gavrilaki                                                                              | Unhurt Me M/T: Dimitrios Koumbis, Nafsika Gavrilaki | Englisch             | Verletz mich nicht          | 0    | 0          | 0      |

### Detailliertes Juryvoting
Das detaillierte Juryvoting wurde am 2. Februar 2025 veröffentlicht.
| Startnr. | Lied                    | Griechische Jury | Internationale Jury |
| -------- | ----------------------- | ---------------- | ------------------- |
| 1        | Elevator (Up and Down)  | 8                | 4                   |
| 2        | Free Love               | 1                | 7                   |
| 3        | Gi mou (Γη Μου)         | 7                | 1                   |
| 4        | Lost My Way             | 3                | 5                   |
| 5        | Asteromata (Αστερομάτα) | 12               | 8                   |
| 6        | Pradisos (Παράδεισος)   | 5                | 0                   |
| 7        | High Road               | 0                | 2                   |
| 8        | Sirens                  | 6                | 10                  |
| 9        | Vale (Βάλε)             | 10               | 12                  |
| 10       | Odyssey                 | 4                | 4                   |
| 11       | Unhurt Me               | 0                | 0                   |
| 12       | Play it!                | 2                | 6                   |